# Idaea stramentata
Idaea stramentata là một loài bướm đêm trong họ Geometridae.